# Strokestown
Strokestown (iriska: Béal na mBuillí) är ett mindre samhälle i grevskapet Roscommon. Strokestown ligger på vägen N5 i den norra delen av grevskapet. Orten är känd för att ha Irlands, kanske till och med Europas bredaste gata. År 2002 hade Strokestown totalt 631 invånare.